# Tabanus brincki
Tabanus brincki är en tvåvingeart som beskrevs av Philip 1973. Tabanus brincki ingår i släktet Tabanus och familjen bromsar.
Artens utbredningsområde är Sri Lanka. Inga underarter finns listade i Catalogue of Life.